# Peter Kaiser (Historiker, 1793)

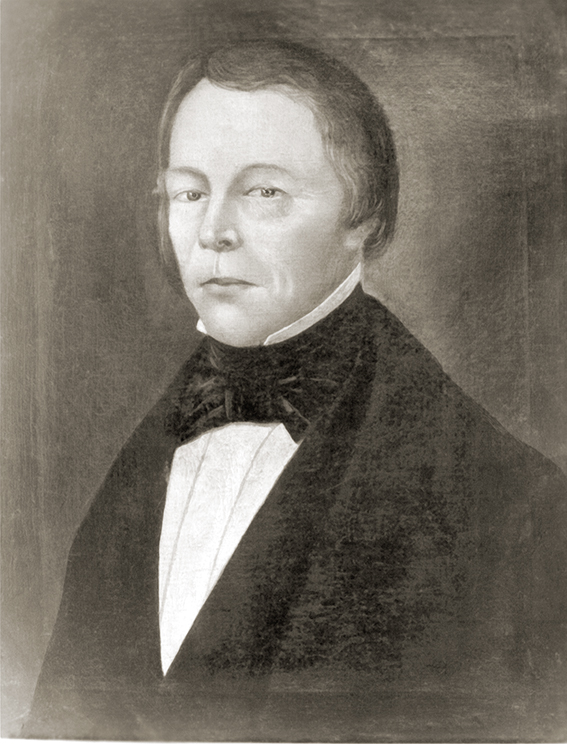
Undatiertes Porträt Kaisers eines anonymen Künstlers.

Peter Kaiser (* 1. November 1793 in Mauren; † 23. Februar 1864 in Chur) war ein Pädagoge, Historiker und Politiker aus Liechtenstein. 1848 wurde er zum Abgeordneten des Fürstentums Liechtenstein in der Frankfurter Nationalversammlung gewählt.

## Leben und Wirken

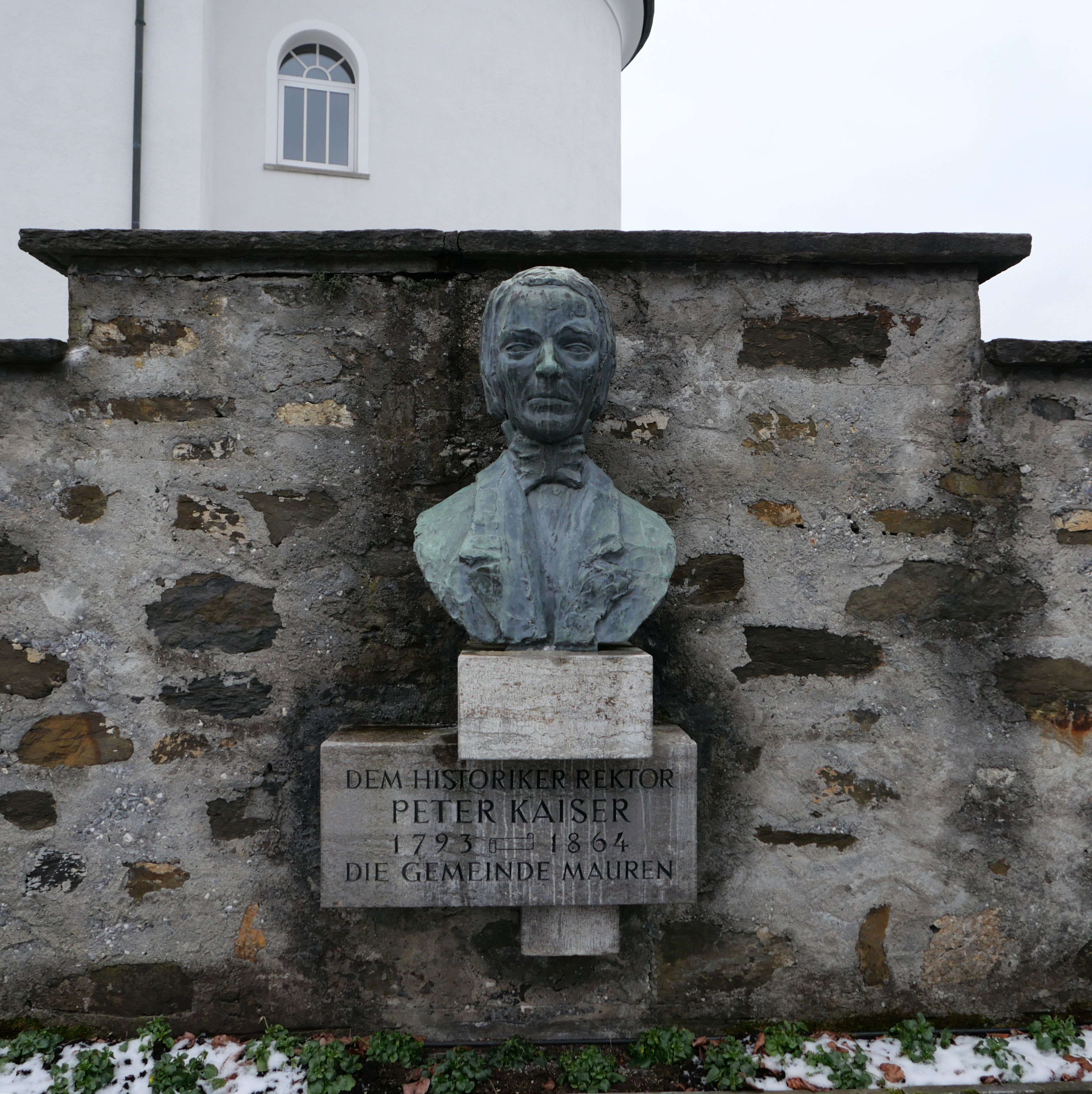
Denkmal für Kaiser in Mauren, 1955 errichtet.

Peter Kaiser war eine vielseitige Persönlichkeit aus dem Fürstentum Liechtenstein, der als Pädagoge, Historiker und Politiker wirkte und Latein, Griechisch, Italienisch, Englisch und Französisch beherrschte. Bei seinem Studium der Philosophie, Geschichts- und Rechtswissenschaften in Freiburg und Wien geriet er über seine Mitgliedschaft in der Alten Freiburger Burschenschaft (1818) mit deren liberal-demokratischem Gedankengut in Verbindung. Nachdem er an verschiedenen Schweizer Schulen gelehrt hatte, war er später Rektor der Kantonsschulen in Disentis und Chur. Im Jahr 1847 schrieb er das für die Geschichtsschreibung Liechtensteins bahnbrechende Buch Geschichte des Fürstentums Liechtenstein.

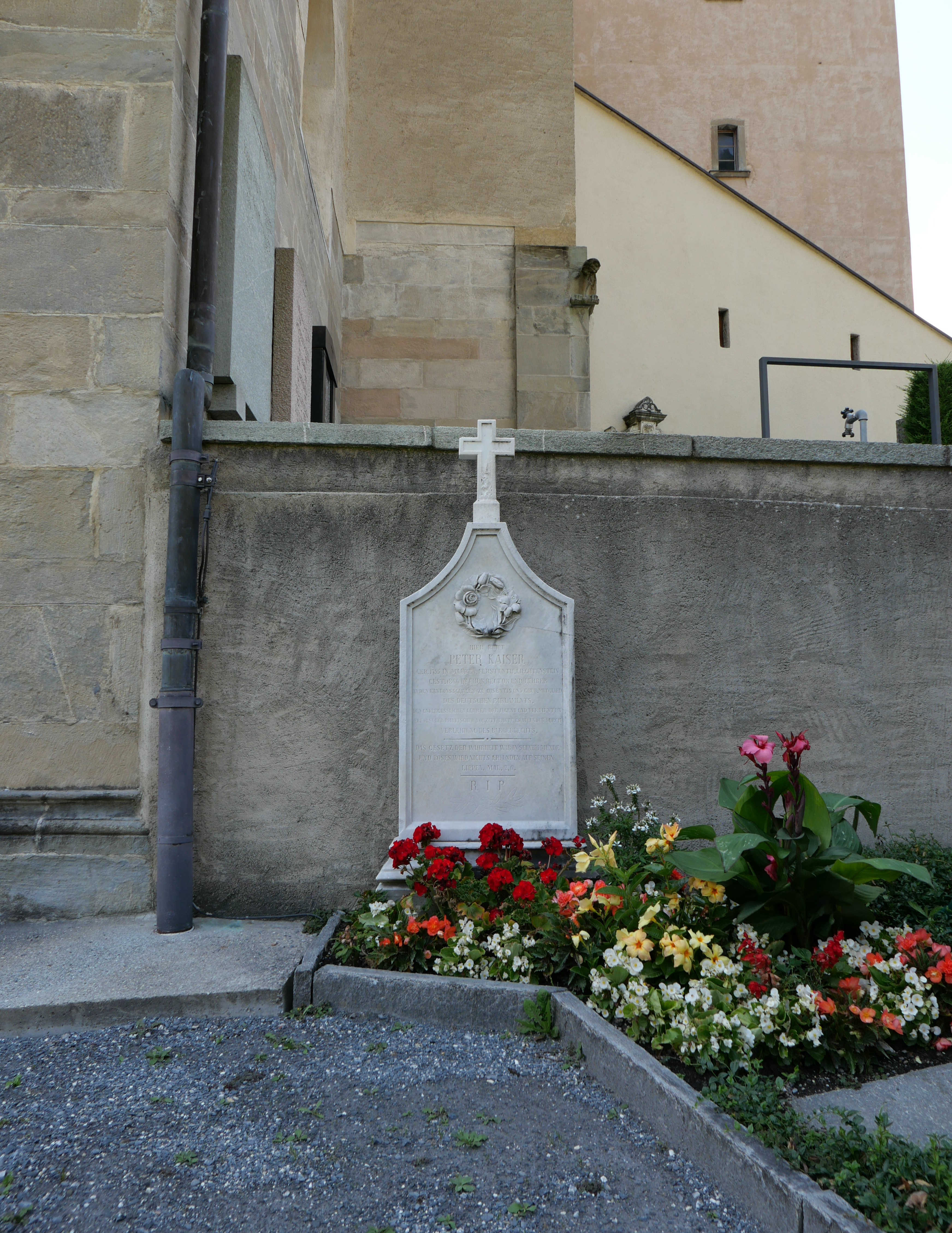
Kaiser Grab auf dem Friedhof Hof in Chur neben der Kathedrale St. Mariä Himmelfahrt.

Peter Kaiser wirkte massgeblich darauf hin, die 1848 auch in Liechtenstein begonnenen Unruhen einzudämmen, sodass diese dort nicht in Gewalt mündeten. Zusammen mit Karl Schädler und Ludwig Grass bildete er den regierenden Landesausschuss. Ihm zu Ehren wurde 1985 die Gedächtnisstiftung Peter Kaiser gegründet.

## Werke
- Geschichte des Fürstenthums Liechtenstein. Nebst Schilderungen aus Chur-Rätien’s Vorzeit. Wassali, Chur 1847; neu hrsg. von Arthur Brunhart. 2 Bände (Text, Apparat). Peter-Kaiser-Stiftung, Vaduz 1989.